# Michael B. Jordan
Michael B. Jordan (n. 9 februarie 1987) este un actor american de film și televiziune.El este cel mai bine cunoscut pentru rolurile sale de film ca rolul victimei Oscar Grant în drama Fruitvale Station (2013), boxerul Adonis Creed în Creed (2015) și Erik Killmonger în Black Panther (2018), toate scrise și regizate de Ryan Coogler.    Jordan și-a reluat rolul de Creed în Creed II (2018) și Creed III (2023); acesta din urmă a marcat și debutul său regizoral.
Jordan s-a remarcat inițial în televiziune, jucându-l pe Wallace în primul sezon al serialului polițist HBO The Wire (2002). A continuat să îl interpreteze pe Reggie Montgomery în telenovela ABC All My Children (2003–2006) și pe Vince Howard în serialul dramă sportiv NBC Friday Night Lights (2009–2011). Printre alte filme ale sale se numără Chronicle (2012), That Awkward Moment (2014), Fantastic Four (2015) și Just Mercy (2019), în care l-a interpretat pe Bryan Stevenson. De asemenea, a jucat și a produs filmul HBO Fahrenheit 451 (2018), pentru care a fost nominalizat la Premiul Emmy pentru cel mai bun film de televiziune în Primetime.
Jordan a fost numit unul dintre cei mai influenți 100 de oameni din lume de revista Time în 2020 și 2023.  Tot în 2020, a fost numit People ' Sexiest Man Alive iar The New York Times l-a clasat pe locul 15 pe lista celor 25 cei mai mari actori ai secolului al XXI-lea. Jordan este, de asemenea, coproprietar al clubului de fotbal AFC Bournemouth din Premier League.

## Filmografie

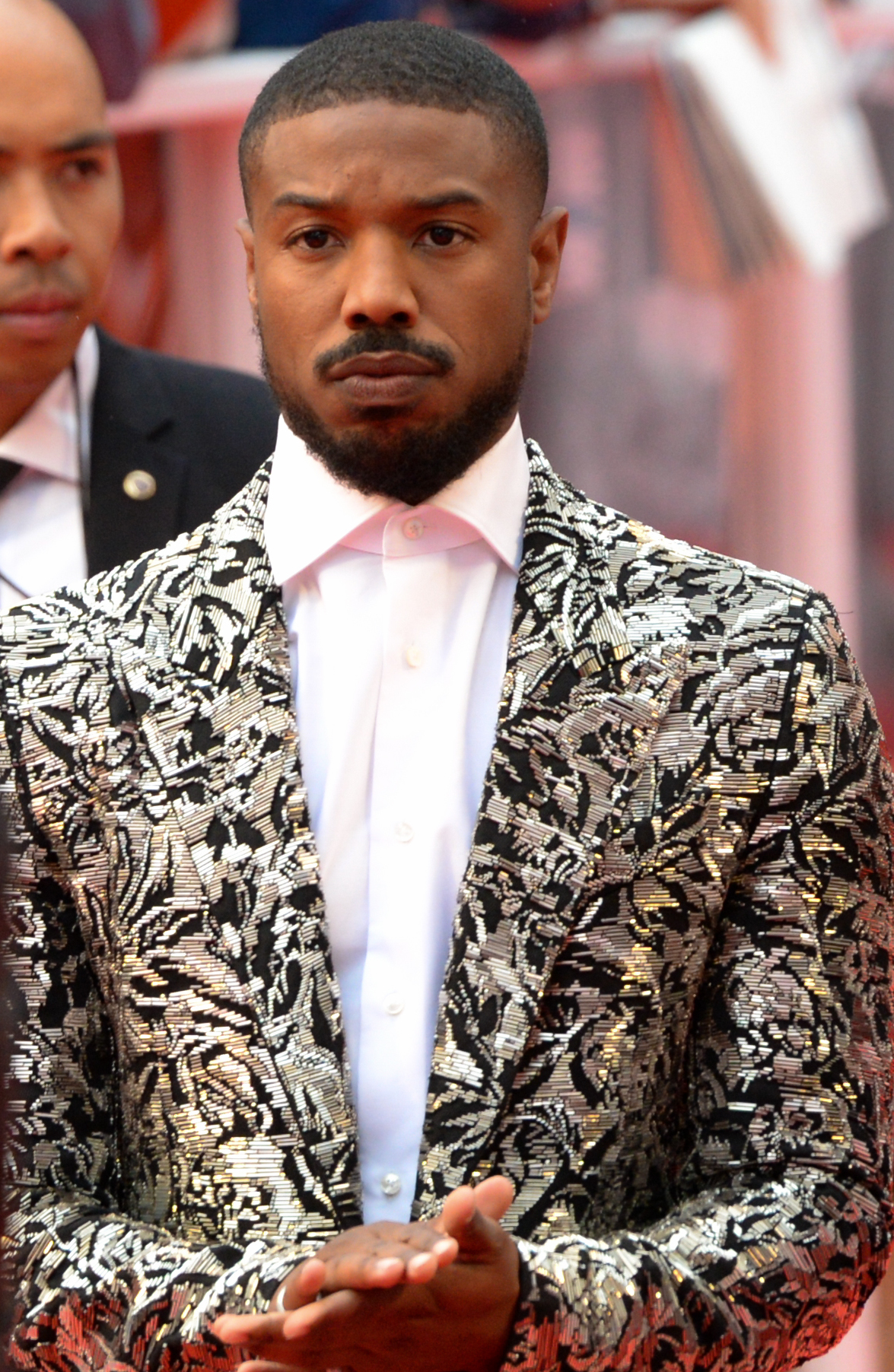
Jordan la Toronto International Film Festival în 2019

### Film
| An   | Titlu                                  | Rol                        | Notes                         |
| ---- | -------------------------------------- | -------------------------- | ----------------------------- |
| 2001 | Hardball                               | Jamal                      |                               |
| 2007 | Blackout                               | C.J.                       |                               |
| 2009 | Pastor Brown                           | Tariq Brown                |                               |
| 2012 | Red Tails                              | Maurice "Bumps" Wilson     |                               |
| 2012 | Chronicle                              | Steve Montgomery           |                               |
| 2012 | Hotel Noir                             | Leon                       |                               |
| 2013 | Fruitvale Station                      | Oscar Grant                |                               |
| 2013 | Justice League: The Flashpoint Paradox | Victor Stone / Cyborg      | Voce, direct-to-video         |
| 2014 | That Awkward Moment                    | Mikey                      |                               |
| 2015 | Fantastic Four                         | Johnny Storm / Human Torch |                               |
| 2015 | Creed                                  | Adonis "Donnie" Creed      |                               |
| 2018 | Black Panther                          | Erik "Killmonger" Stevens  |                               |
| 2018 | Kin                                    | Male Cleaner               | Cameo; și producător executiv |
| 2018 | Creed II                               | Adonis "Donnie" Creed      |                               |
| 2019 | Just Mercy                             | Bryan Stevenson            | Și producător                 |
| 2021 | Without Remorse                        | John Clark                 | Și producător                 |
| 2021 | Space Jam: A New Legacy                | El însuși                  | Cameo                         |
| 2021 | A Journal for Jordan                   | Charles Monroe King        | Și producător                 |
| 2022 | Black Panther: Wakanda Forever         | Erik "Killmonger" Stevens  | Cameo                         |
| 2023 | Creed III                              | Adonis "Donnie" Creed      | Și producător și regizor      |

### Televiziune
| An        | Titlu                          | Rol                       | Notes                                       |
| --------- | ------------------------------ | ------------------------- | ------------------------------------------- |
| 1999      | The Sopranos                   | Rideland Kid              | Episod: "Down Neck"                         |
| 1999      | Cosby                          | Mike                      | Episod: "The Vesey Method"                  |
| 2002      | The Wire                       | Wallace                   | 12 episoade                                 |
| 2003–2006 | All My Children                | Reggie Porter Montgomery  | 59 episoade                                 |
| 2006      | CSI: Crime Scene Investigation | Morris                    | Episod: "Poppin' Tags"                      |
| 2006      | Without a Trace                | Jesse Lewis               | Episod: "The Calm Before"                   |
| 2007      | Cold Case                      | Michael Carter            | Episod: "Wunderkind"                        |
| 2009      | Burn Notice                    | Corey Jensen              | Episod: "Hot Spot"                          |
| 2009      | Bones                          | Perry Wilson              | Episod: "The Plain in the Prodigy"          |
| 2009      | The Assistants                 | Nate Warren               | 13 episoade                                 |
| 2009–2011 | Friday Night Lights            | Vince Howard              | 26 episoade                                 |
| 2010      | Law & Order: Criminal Intent   | Danny Ford                | Episod: "Inhumane Society"                  |
| 2010      | Lie to Me                      | Key                       | 2 episoade                                  |
| 2010–2011 | Parenthood                     | Alex                      | 16 episoade                                 |
| 2012      | House                          | Will Westwood             | Episod: "Love Is Blind"                     |
| 2014      | The Boondocks                  | Pretty Boy Flizzy         | Voce, episod: "Pretty Boy Flizzy"           |
| 2018      | Fahrenheit 451                 | Guy Montag                | film de televiziune; și producător executiv |
| 2019–2021 | Gen:Lock                       | Julian Chase              | Voce, 16 episoade; și producător executiv   |
| 2019–2021 | Raising Dion                   | Mark Warren               | 3 episoade; și producător executiv          |
| 2021      | Love, Death & Robots           | Terence                   | Voce/motion capture; episod: "Life Hutch"   |
| 2021      | What If...?                    | Erik "Killmonger" Stevens | Voce, 2 episoade                            |
| 2022      | America the Beautiful          | Narator                   | serial documentar                           |
| 2023      | Saturday Night Live            | El însuși; gazdă          | Episod: "Michael B. Jordan/Lil Baby"        |

### Jocuri video
| An   | Titlu                | Rol de voce               | Notes                 |
| ---- | -------------------- | ------------------------- | --------------------- |
| 2011 | Gears of War 3       | Jace Stratton             |                       |
| 2016 | NBA 2K17             | Justice Young / El însuși | Host on MyCareer mode |
| 2017 | Wilson's Heart       | Kurt Mosby                |                       |
| 2018 | Creed: Rise to Glory | Adonis Creed              |                       |

### Videoclipuri
| An   | Titlu           | Interpret               | Album                             | Refs.  |
| ---- | --------------- | ----------------------- | --------------------------------- | ------ |
| 2008 | "Did You Wrong" | Pleasure P              | The Introduction of Marcus Cooper |        |
| 2017 | "Family Feud"   | Jay-Z featuring Beyoncé | 4:44                              | [ 16 ] |
| 2019 | "Whoa"          | Snoh Aalegra            | Ugh, Those Feels Again            | [ 17 ] |